# Marc Krasner
Marc Krasner (sinh năm 1912 – mất ngày 13 tháng 5 năm 1985, tại Paris) là nhà toán học Pháp gốc Nga làm việc trên lý thuyết số đại số.
Krasner di cư từ Liên Xô sang Pháp và nhận bằng tiến sĩ của ông trong 1935 từ đại học Paris dưới sự cố vấn của Jacques Hadamard cùng với bài luận Sur la théorie de la ramification des idéaux de corps non-galoisiens de nombres algébriques. Từ 1937 đến 1960 ông là nhà khoa học tại CNRS và từ 1960 làm giáo sư cho trường đại học Clermont-Ferrand.
Krasner nghiên cứu trong nhánh giải tích p-adic. Trong 1944 ông giới thiệu khái niệm không gian ultrametric, mà các số p-adic thuộc về. Trong 1951, cùng với Lev Kaluznin, ông chứng minh thành công định lý nhúng phổ dụng Krasner-Kaloujnine, phát biểu rằng mọi mở rộng nhóm bằng một nhóm khác đẳng cấu với nhóm con của một tích bện.
Một định lý hay được biết đến của Khasner là bổ đề Krasner, dựa cấu trúc tô pô và cấu trúc đại số của không gian vectơ trên trường địa phương.
Trong 1958, ông nhận giải Prix Paul Doistau–Émile Blutet của viện Hàn lâm Khoa học Pháp.

## Xuất bản
- Théorie des corps valués. Année 1953/1954. Quyển III, Exposé 6 à 19. Paris: Secrétariat mathématique. 1956.
- Les tendances géométriques en algèbre et théorie des nombres. Paris: CNRS. 1966.
- with Mirjana Vuković: Structures paragraduées (groupes, anneaux, modules). Kingston, Ontario: Queen's University Press. 1987.